# Tunnel de la Ramade
Le tunnel de la Ramade est un tunnel ferroviaire de la Ligne de Chartres à Bordeaux situé à Lormont en Gironde.

## Situation ferroviaire
Le tunnel permet à la Ligne de Chartres à Bordeaux-Saint-Jean de rejoindre la ligne de Paris-Austerlitz à Bordeaux-Saint-Jean peu avant l'ancienne gare de Bordeaux-Benauge.

## Histoire
L'administration des chemins de fer de l'État s'est engagée dans la construction d'une ligne permettant de relier Bordeaux par Chartres depuis la gare Montparnasse pour concurrencer de la ligne Paris - Bordeaux par Orléans du PO.
La Dordogne est franchie en 1886 mais il faut encore percer ce tunnel sous Génicart pour rejoindre, à la Bénauge, la voie de raccordement de la compagnie des chemins de fer du Midi vers la ligne d'Orléans. Sa mise en service en 1893 permit aux trains des chemins de fer de l'État d'emprunter la Passerelle Eiffel vers la gare du Midi, sans emprunter les voies du Paris-Orléans. L'actuelle gare Saint-Jean était en effet le terme de la ligne, la gare de l'État n'ayant été construite qu'en 1896.

## Caractéristiques
C'est un tunnel de percement, long de 1,3 km, situé à une altitude moyenne 33 mètres.